# Oud-Heverlee Leuven in het seizoen 2016/17
Oud-Heverlee Leuven neemt in het seizoen 2016/17 deel aan de Proximus League en Croky Cup.

## Spelerskern
| Nr.           | Naam                 | Nationaliteit | Geboortedatum | Vorige club                      |
| ------------- | -------------------- | ------------- | ------------- | -------------------------------- |
| Keepers       |                      |               |               |                                  |
| 1             | Nick Gillekens       | België        | 05-07-1995    | /                                |
| 21            | Andreas Suederick    | België        | 12-10-1999    | /                                |
| 26            | Laurent Henkinet     | België        | 14-09-1992    | Waasland-Beveren (2015–2016)     |
| Verdedigers   |                      |               |               |                                  |
| 2             | Soufiane El Banouhi  | België        | 26-07-1992    | White Star Brussel (2013–2016)   |
| 3             | Fazlı Kocabaş        | België        | 01-01-1990    | Union Saint-Gilloise (2015–2016) |
| 4             | Romain Reynaud       | Frankrijk     | 02-03-1983    | KV Kortrijk (2012–2013)          |
| 5             | Pierre-Yves Ngawa    | België        | 09-02-1992    | Lierse SK (2014–2015)            |
| 12            | Jeroen Simaeys       | België        | 12-05-1985    | Samara (2014–2016)               |
| 15            | Pieter-Jan Monteyne  | België        | 01-01-1983    | Moeskroen-Péruwelz (2014–2015)   |
| 19            | Cédric D'Ulivo       | Frankrijk     | 29-08-1989    | Zulte Waregem (2015–2016)        |
| 24            | Nathan de Medina     | België        | 08-10-1997    | RSC Anderlecht (2015–2016)       |
| 25            | Nicolas Delporte     | België        | 01-01-1993    | AA Gent (2013–2014)              |
| 28            | Siebe Horemans       | België        | 02-06-1998    | AA Gent (2016)                   |
| Middenvelders |                      |               |               |                                  |
| 6             | Kenneth Houdret      | België        | 09-08-1993    | Sporting Charleroi (2011–2015)   |
| 7             | Jonathan Kindermans  | België        | 27-12-1994    | RKC Waalwijk (2015–2016)         |
| 8             | Flavien Le Postollec | Frankrijk     | 19-02-1984    | RAEC Mons (2012–2014)            |
| 11            | Ben Yagan            | België        | 09-02-1995    | KSK Heist (2015–2016)            |
| 14            | Thomas Azevedo       | België        | 31-08-1991    | Go Ahead Eagles (2014)           |
| 16            | Jordy Lokando        | België        | 28-04-1997    | /                                |
| 17            | Nathan Durieux       | België        | 03-01-1998    | /                                |
| 18            | Robin Peeters        | België        | 30-03-1997    | /                                |
| 22            | Simon Bracke         | België        | 17-11-1995    | ASV Geel (2015–2016)             |
| 24            | Lucas Schoofs        | België        | 03-01-1997    | AA Gent (2016)                   |
| 27            | Mehdi Bounou         | België        | 08-12-1997    | /                                |
| 29            | Leopold Njengo       | België        | 16-08-1994    | Dessel Sport (2015–2016)         |
| 30            | Yannick Loemba       | Congo-Brazz.  | 21-04-1990    | KV Oostende (2015–2016)          |
| 31            | Nikola Storm         | België        | 30-09-1994    | Club Brugge (2016)               |
| Aanvallers    |                      |               |               |                                  |
| 9             | Esteban Casagolda    | België        | 05-01-1987    | FCV Dender (2014–2016)           |
| 10            | Serge Tabekou        | Kameroen      | 15-10-1996    | CS Sedan (2016)                  |
| 20            | Din Sula             | België        | 02-03-1998    | /                                |
| 23            | Jovan Kostovski      | Macedonië     | 19-04-1987    | Vardar Skopje (2011–2013)        |

### Technische staf
| Functie         | Naam                 | Nationaliteit | Opmerking                     |
| --------------- | -------------------- | ------------- | ----------------------------- |
| Coach           | Dennis van Wijk      | Nederland     | Vanaf 19 januari 2017.        |
| Coach           | Emilio Ferrera       | België        | Ontslagen op 15 januari 2017. |
| Assistent-coach | Patrick Asselman     | België        | Ontslagen op 15 januari 2017. |
| Assistent-coach | Hans Vander Elst     | België        |                               |
| Keeperstrainer  | Jurgen De Braekeleer | België        |                               |
| Team manager    | André Michiels       | België        |                               |

## Uitrustingen
Shirtsponsor: Leuven Klimaat Neutraal 2030

Sportmerk: Vermarc
| Thuis | Uit | Doelman | Doelman |

## Transfers

### Zomer
| Naam                   | Nationaliteit | Van/naar             | Type           |
| ---------------------- | ------------- | -------------------- | -------------- |
| Inkomend               |               |                      |                |
| Esteban Casagolda      | Spanje        | FCV Dender           | Gekocht        |
| Soufiane El Banouhi    | België        | White Star Brussel   | Gekocht        |
| Kenneth Houdret        | België        | Sporting Charleroi   | Gekocht        |
| Ben Yagan              | België        | KSK Heist            | Gekocht        |
| Jonathan Kindermans    | België        | RKC Waalwijk         | Gekocht        |
| Fazlı Kocabaş          | België        | Union Saint-Gilloise | Gekocht        |
| Jeroen Simaeys         | België        | Samara               | Gekocht        |
| Cédric D'Ulivo         | Frankrijk     | Zulte Waregem        | Gekocht        |
| Ram Strauss            | Israël        | Poli Timișoara       | Gekocht        |
| Serge Tabekou          | Kameroen      | AA Gent              | Huur           |
| Yannick Loemba         | Congo-Brazz.  | KV Oostende          | Huur           |
| Nathan de Medina       | België        | RSC Anderlecht       | Huur           |
| Yohan Brouckaert       | België        | KSV Roeselare        | Einde huur     |
| Kenneth Van Goethem    | België        | KSK Heist            | Einde huur     |
| Simon Bracke           | België        | ASV Geel             | Einde huur     |
| Uitgaand               |               |                      |                |
| Jordan Remacle         | België        | Antwerp FC           | Verkocht       |
| John Bostock           | Engeland      | RC Lens              | Verkocht       |
| Yohan Croizet          | Frankrijk     | KV Mechelen          | Verkocht       |
| Yves Lenaerts          | België        | ASV Geel             | Verkocht       |
| Alessandro Cerigioni   | België        | Waasland-Beveren     | Verkocht       |
| Kenny Van Hoevelen     | België        | Eendracht Aalst      | Verkocht       |
| Romero Regales         | Curaçao       | FC Den Bosch         | Verkocht       |
| Yohan Brouckaert       | België        | RWDM                 | Verkocht       |
| Kenneth Van Goethem    | België        | SC Aarschot          | Verkocht       |
| Samuel Asamoah         | Ghana         | KAS Eupen            | Einde huur     |
| Charni Ekangamene      | België        | Zulte Waregem        | Einde huur     |
| Leandro Trossard       | België        | KRC Genk             | Einde huur     |
| Slobodan Urošević      | Servië        | Napredak Kruševac    | Einde huur     |
| Oleksandr Volovyk      | Oekraïne      | Sjachtar Donetsk     | Einde huur     |
| Kanu                   | Brazilië      | EC Vitória           | Einde contract |
| Kim Ojo                | Nigeria       | Lyngby BK            | Einde contract |
| Jean Calvé             | Frankrijk     | Amiens SC            | Einde contract |
| Rudy Riou              | Frankrijk     |                      | Einde contract |
| Konstantinos Rougkalas | Griekenland   |                      | Einde contract |

### Winter
| Naam             | Nationaliteit | Van/naar     | Type               |
| ---------------- | ------------- | ------------ | ------------------ |
| Inkomend         |               |              |                    |
| Laurent Henkinet | België        |              | Zonder club        |
| Leopold Njengo   | België        | Dessel Sport | Gekocht            |
| Nikola Storm     | België        | Club Brugge  | Huur               |
| Lucas Schoofs    | België        | AA Gent      | Huur               |
| Siebe Horemans   | België        | AA Gent      | Huur               |
| Uitgaand         |               |              |                    |
| Tuur Houben      | België        |              | Contract ontbonden |
| Ram Strauss      | Israël        |              | Contract ontbonden |

## Proximus League

### Wedstrijden
| Proximus League                                         |                                                |                         |                                                 | |                                                              |
| Wedstrijddetails                                        | Thuisploeg                                     | Uitslag                 | Uitploeg                                        | Opstelling | Kaarten                                                      |
| Periode 1                                               |                                                |                         |                                                 | |                                                              |
| 7 augustus 2016 12:30 Soevereinstadion Lommel           | Lommel United                                  | 2-2                     | Oud-Heverlee Leuven                             | Gillekens El Banouhi, Ngawa, Houdret, Monteyne Kindermans, Simaeys (76' Lokando), Le Postollec, Azevedo Casagolda (76' Tabekou), Kostovski (90' Sula)        | 45' Simaeys 88' Tabekou                                      |
| 7 augustus 2016 12:30 Soevereinstadion Lommel           | 68' Maletić 86' Schils                         | 0-1 1-1 1-2 2-2         | 42' Kostovski 73' Azevedo                       | Gillekens El Banouhi, Ngawa, Houdret, Monteyne Kindermans, Simaeys (76' Lokando), Le Postollec, Azevedo Casagolda (76' Tabekou), Kostovski (90' Sula)        | 45' Simaeys 88' Tabekou                                      |
| 12 augustus 2016 20:30 Eneco Stadion Leuven             | Oud-Heverlee Leuven                            | 0-3                     | Union Saint-Gilloise                            | Gillekens El Banouhi (62' Sula), Ngawa, Houdret, Monteyne Kindermans (72' Yagan), Simaeys, Le Postollec, Azevedo Casagolda (62' Tabekou), Kostovski          | 70' Ngawa 72' Simaeys 82' Sula                               |
| 12 augustus 2016 20:30 Eneco Stadion Leuven             |                                                | 0-1 0-2 0-3             | 30' Rajsel 51' Mombongo-Dues 77' Rajsel (pen.)  | Gillekens El Banouhi (62' Sula), Ngawa, Houdret, Monteyne Kindermans (72' Yagan), Simaeys, Le Postollec, Azevedo Casagolda (62' Tabekou), Kostovski          | 70' Ngawa 72' Simaeys 82' Sula                               |
| 20 augustus 2016 20:00 Schiervelde Roeselare            | KSV Roeselare                                  | 2-2                     | Oud-Heverlee Leuven                             | Gillekens D'Ulivo (46' El Banouhi), Ngawa, Houdret, Monteyne Yagan (78' Kindermans), Simaeys, Le Postollec, Azevedo Casagolda (64' Tabekou), Sula            | 36' D'Ulivo 45' Yagan 80' Kindermans 85' Kindermans          |
| 20 augustus 2016 20:00 Schiervelde Roeselare            | 56' Lecomte 88' Kis                            | 0-1 1-1 1-2 2-2         | 46' Sula 80' Kindermans                         | Gillekens D'Ulivo (46' El Banouhi), Ngawa, Houdret, Monteyne Yagan (78' Kindermans), Simaeys, Le Postollec, Azevedo Casagolda (64' Tabekou), Sula            | 36' D'Ulivo 45' Yagan 80' Kindermans 85' Kindermans          |
| 2 september 2016 20:30 Herman Vanderpoortenstadion Lier | Lierse SK                                      | 2-2                     | Oud-Heverlee Leuven                             | Gillekens D'Ulivo, Ngawa, Kocabaş, El Banouhi Yagan (46' Loemba), Le Postollec, Bracke, Azevedo (78' Sula) Casagolda (73' Tabekou), Kostovski                | 33' Casagolda 40' Yagan 49' Ngawa 77' Azevedo                |
| 2 september 2016 20:30 Herman Vanderpoortenstadion Lier | 60' De Belder 80' El Gabbas                    | 0-1 1-1 1-2 2-2         | 11' Kostovski 69' Casagolda                     | Gillekens D'Ulivo, Ngawa, Kocabaş, El Banouhi Yagan (46' Loemba), Le Postollec, Bracke, Azevedo (78' Sula) Casagolda (73' Tabekou), Kostovski                | 33' Casagolda 40' Yagan 49' Ngawa 77' Azevedo                |
| 11 september 2016 12:30 Eneco Stadion Leuven            | Oud-Heverlee Leuven                            | 0-1                     | AFC Tubize                                      | Gillekens D'Ulivo (66' El Banouhi), Ngawa, Kocabaş, Monteyne Tabekou (76' Sula), Le Postollec, Bracke (63' Simaeys), Loemba Casagolda, Kostovski             | 7' Monteyne 34' Le Postollec 71' Kostovski                   |
| 11 september 2016 12:30 Eneco Stadion Leuven            |                                                | 0-1                     | 65' Keita                                       | Gillekens D'Ulivo (66' El Banouhi), Ngawa, Kocabaş, Monteyne Tabekou (76' Sula), Le Postollec, Bracke (63' Simaeys), Loemba Casagolda, Kostovski             | 7' Monteyne 34' Le Postollec 71' Kostovski                   |
| 18 september 2016 16:00 Eneco Stadion Leuven            | Oud-Heverlee Leuven                            | 1-1                     | Antwerp FC                                      | Gillekens El Banouhi, Ngawa, Kocabaş, Monteyne Azevedo (85' Kindermans), Le Postollec, Simaeys, Loemba Casagolda (90' Tabekou), Sula (64' Houdret)           | 52' Le Postollec 76' Loemba 90' El Banouhi                   |
| 18 september 2016 16:00 Eneco Stadion Leuven            | 69' Casagolda                                  | 0-1 1-1                 | 55' Biset                                       | Gillekens El Banouhi, Ngawa, Kocabaş, Monteyne Azevedo (85' Kindermans), Le Postollec, Simaeys, Loemba Casagolda (90' Tabekou), Sula (64' Houdret)           | 52' Le Postollec 76' Loemba 90' El Banouhi                   |
| 25 september 2016 12:30 Jan Breydelstadion Brugge       | Cercle Brugge                                  | 2-4                     | Oud-Heverlee Leuven                             | Gillekens El Banouhi, Ngawa, Kocabaş, Monteyne (40' Houdret) Azevedo, Le Postollec, Simaeys, Loemba Casagolda (69' Tabekou), Kostovski (66' Sula)            | 64' Houdret 73' Azevedo 90' Loemba                           |
| 25 september 2016 12:30 Jan Breydelstadion Brugge       | 52' Yagan 79' Naudts                           | 0-1 0-2 1-2 1-3 2-3 2-4 | 4' Loemba 44' Kocabaş 55' Casagolda 85' Tabekou | Gillekens El Banouhi, Ngawa, Kocabaş, Monteyne (40' Houdret) Azevedo, Le Postollec, Simaeys, Loemba Casagolda (69' Tabekou), Kostovski (66' Sula)            | 64' Houdret 73' Azevedo 90' Loemba                           |
| 2 oktober 2016 16:00 Eneco Stadion Leuven               | Oud-Heverlee Leuven                            | 2-2                     | Lommel United                                   | Gillekens El Banouhi, Ngawa, Kocabaş, Monteyne Azevedo (75' Kindermans), Le Postollec, Simaeys, Loemba (86' Houdret) Sula (46' Tabekou), Kostovski           | 48' Tabekou 60' Kostovski 61' Monteyne 65' Ngawa 72' Simaeys |
| 2 oktober 2016 16:00 Eneco Stadion Leuven               | 79' Simaeys 84' Kostovski                      | 0-1 1-1 2-1 2-2         | 40' Bertjens 90+2' De Bruyn                     | Gillekens El Banouhi, Ngawa, Kocabaş, Monteyne Azevedo (75' Kindermans), Le Postollec, Simaeys, Loemba (86' Houdret) Sula (46' Tabekou), Kostovski           | 48' Tabekou 60' Kostovski 61' Monteyne 65' Ngawa 72' Simaeys |
| 5 oktober 2016 20:30 Stade Leburton Tubeke              | AFC Tubize                                     | 0-1                     | Oud-Heverlee Leuven                             | Gillekens El Banouhi, De Medina, Kocabaş, Monteyne Azevedo (77' Kindermans), Le Postollec, Houdret, Loemba Tabekou, Kostovski                                | 36' Loemba 48' Monteyne 75' Azevedo                          |
| 5 oktober 2016 20:30 Stade Leburton Tubeke              |                                                | 0-1                     | 14' Kostovski                                   | Gillekens El Banouhi, De Medina, Kocabaş, Monteyne Azevedo (77' Kindermans), Le Postollec, Houdret, Loemba Tabekou, Kostovski                                | 36' Loemba 48' Monteyne 75' Azevedo                          |
| 9 oktober 2016 12:30 Eneco Stadion Leuven               | Oud-Heverlee Leuven                            | 1-1                     | KSV Roeselare                                   | Gillekens Ngawa, De Medina, Kocabaş, Monteyne Azevedo (67' Kindermans), Le Postollec, Simaeys, Loemba Tabekou, Kostovski                                     |                                                              |
| 9 oktober 2016 12:30 Eneco Stadion Leuven               | 24' Loemba                                     | 1-0 1-1                 | 70' Lépicier                                    | Gillekens Ngawa, De Medina, Kocabaş, Monteyne Azevedo (67' Kindermans), Le Postollec, Simaeys, Loemba Tabekou, Kostovski                                     |                                                              |
| 16 oktober 2016 16:00 Bosuilstadion Antwerpen           | Antwerp FC                                     | 2-1                     | Oud-Heverlee Leuven                             | Gillekens Ngawa, De Medina, Kocabaş, Monteyne Azevedo (85' Yagan), Le Postollec (85' Houdret), Simaeys, Loemba Tabekou, Kostovski (66' Casagolda)            | 34' De Medina 77' Kocabaş 87' Ngawa 90' Loemba               |
| 16 oktober 2016 16:00 Bosuilstadion Antwerpen           | 43' Lallemand 75' Vleminckx                    | 0-1 1-1 1-2             | 36' Simaeys                                     | Gillekens Ngawa, De Medina, Kocabaş, Monteyne Azevedo (85' Yagan), Le Postollec (85' Houdret), Simaeys, Loemba Tabekou, Kostovski (66' Casagolda)            | 34' De Medina 77' Kocabaş 87' Ngawa 90' Loemba               |
| 22 oktober 2016 20:00 Eneco Stadion Leuven              | Oud-Heverlee Leuven                            | 2-0                     | Cercle Brugge                                   | Gillekens Ngawa, De Medina, Kocabaş, Monteyne Azevedo (82' Houdret), Le Postollec, Simaeys, Loemba Tabekou (89' Kindermans), Kostovski (87' Casagolda)       | 37' Tabekou 79' Kocabaş                                      |
| 22 oktober 2016 20:00 Eneco Stadion Leuven              | 24' Tabekou 45+2' Azevedo                      | 1-0 2-0                 |                                                 | Gillekens Ngawa, De Medina, Kocabaş, Monteyne Azevedo (82' Houdret), Le Postollec, Simaeys, Loemba Tabekou (89' Kindermans), Kostovski (87' Casagolda)       | 37' Tabekou 79' Kocabaş                                      |
| 29 oktober 2016 20:00 Koning Boudewijnstadion Brussel   | Union Saint-Gilloise                           | 2-0                     | Oud-Heverlee Leuven                             | Gillekens Ngawa, De Medina, Kocabaş, Monteyne Azevedo (80' Yagan), Le Postollec (70' Houdret), Simaeys, Loemba Tabekou (80' Casagolda), Kostovski            | 47' Kocabaş 61' Simaeys 67' Tabekou                          |
| 29 oktober 2016 20:00 Koning Boudewijnstadion Brussel   | 4' Aguemon 48' Da Silva (pen.)                 | 1-0 2-0                 |                                                 | Gillekens Ngawa, De Medina, Kocabaş, Monteyne Azevedo (80' Yagan), Le Postollec (70' Houdret), Simaeys, Loemba Tabekou (80' Casagolda), Kostovski            | 47' Kocabaş 61' Simaeys 67' Tabekou                          |
| 6 november 2016 16:00 Eneco Stadion Leuven              | Oud-Heverlee Leuven                            | 0-1                     | Lierse SK                                       | Gillekens El Banouhi, Ngawa (46' Houdret), De Medina, Monteyne Azevedo (16' Kindermans), Le Postollec, Simaeys, Loemba Tabekou, Kostovski                    | 8' Azevedo 21' Ngawa 76' Le Postollec 86' El Banouhi         |
| 6 november 2016 16:00 Eneco Stadion Leuven              |                                                | 0-1                     | 6' De Belder                                    | Gillekens El Banouhi, Ngawa (46' Houdret), De Medina, Monteyne Azevedo (16' Kindermans), Le Postollec, Simaeys, Loemba Tabekou, Kostovski                    | 8' Azevedo 21' Ngawa 76' Le Postollec 86' El Banouhi         |
| Periode 2                                               |                                                |                         |                                                 | |                                                              |
| 12 november 2016 17:00 Soevereinstadion Lommel          | Lommel United                                  | 2-2                     | Oud-Heverlee Leuven                             | Gillekens El Banouhi, De Medina, Kocabaş, Monteyne Houdret, Le Postollec, Simaeys Kindermans (87' Tabekou), Kostovski (76' Casagolda), Azevedeo (63' Loemba) | 30' Kocabaş 38' De Medina 45' Gillekens 59' Le Postollec     |
| 12 november 2016 17:00 Soevereinstadion Lommel          | 45' Bertjens (pen.) 46' Bertjens               | 0-1 0-2 1-2 2-2         | 32' Kindermans 33' Houdret                      | Gillekens El Banouhi, De Medina, Kocabaş, Monteyne Houdret, Le Postollec, Simaeys Kindermans (87' Tabekou), Kostovski (76' Casagolda), Azevedeo (63' Loemba) | 30' Kocabaş 38' De Medina 45' Gillekens 59' Le Postollec     |
| 18 november 2016 20:30 Eneco Stadion Leuven             | Oud-Heverlee Leuven                            | 0-0                     | Antwerp FC                                      | Gillekens El Banouhi, De Medina, Kocabaş, Monteyne Kindermans, Houdret, Simaeys Azevedo (83' Casagolda), Kostovski (74' Tabekou), Loemba                     | 5' Simaeys 28' Monteyne                                      |
| 18 november 2016 20:30 Eneco Stadion Leuven             |                                                |                         |                                                 | Gillekens El Banouhi, De Medina, Kocabaş, Monteyne Kindermans, Houdret, Simaeys Azevedo (83' Casagolda), Kostovski (74' Tabekou), Loemba                     | 5' Simaeys 28' Monteyne                                      |
| 27 november 2016 16:00 Eneco Stadion Leuven             | Oud-Heverlee Leuven                            | 1-0                     | Cercle Brugge                                   | Gillekens El Banouhi, De Medina, Kocabaş, Monteyne Le Postollec, Houdret, Bracke (60' Loemba) Tabekou, Casagolda, Azevedo (90+2' Sula)                       | 60' Bracke 62' De Medina                                     |
| 27 november 2016 16:00 Eneco Stadion Leuven             | 75' Casagolda                                  | 1-0                     |                                                 | Gillekens El Banouhi, De Medina, Kocabaş, Monteyne Le Postollec, Houdret, Bracke (60' Loemba) Tabekou, Casagolda, Azevedo (90+2' Sula)                       | 60' Bracke 62' De Medina                                     |
| 3 december 2016 20:00 Stade Leburton Tubeke             | AFC Tubize                                     | 0-2                     | Oud-Heverlee Leuven                             | Gillekens El Banouhi, De Medina, Kocabaş, Monteyne Le Postollec, Houdret, Simaeys (21' Loemba) Tabekou, Casagolda (90-2' Kostovski), Azevedo                 | 15' Simaeys 51' Monteyne 76' Tabekou                         |
| 3 december 2016 20:00 Stade Leburton Tubeke             |                                                | 0-1 0-2                 | 54' Casagolda 71' Azevedo                       | Gillekens El Banouhi, De Medina, Kocabaş, Monteyne Le Postollec, Houdret, Simaeys (21' Loemba) Tabekou, Casagolda (90-2' Kostovski), Azevedo                 | 15' Simaeys 51' Monteyne 76' Tabekou                         |
| 10 december 2016 20:30 Eneco Stadion Leuven             | Oud-Heverlee Leuven                            | 1-2                     | KSV Roeselare                                   | Gillekens El Banouhi, De Medina, Kocabaş (67' Kostovski), Ngawa Le Postollec, Houdret, Loemba Tabekou, Casagolda, Azevedo (83' Durieux)                      | 41' Le Postollec                                             |
| 10 december 2016 20:30 Eneco Stadion Leuven             | 75' Kostovski                                  | 0-1 0-2 1-2             | 30' Ibou 52' Kehli                              | Gillekens El Banouhi, De Medina, Kocabaş (67' Kostovski), Ngawa Le Postollec, Houdret, Loemba Tabekou, Casagolda, Azevedo (83' Durieux)                      | 41' Le Postollec                                             |
| 18 december 2016 16:00 Herman Vanderpoortenstadion Lier | Lierse SK                                      | 1-1                     | Oud-Heverlee Leuven                             | Gillekens El Banouhi, De Medina, Reynaud, Monteyne Tabekou, Le Postollec, Houdret, Azevedo (73' Loemba) Casagolda, Kostovski (87' Sula)                      | 28' Casagolda 55' Reynaud 67' Tabekou 79' De Medina          |
| 18 december 2016 16:00 Herman Vanderpoortenstadion Lier | 90+1' De Belder (pen.)                         | 0-1 1-1                 | 44' Kostovski                                   | Gillekens El Banouhi, De Medina, Reynaud, Monteyne Tabekou, Le Postollec, Houdret, Azevedo (73' Loemba) Casagolda, Kostovski (87' Sula)                      | 28' Casagolda 55' Reynaud 67' Tabekou 79' De Medina          |
| 8 januari 2017 14:30 Koning Boudewijnstadion Brussel    | Union Saint-Gilloise                           | 4-0                     | Oud-Heverlee Leuven                             | Gillekens El Banouhi, De Medina, Reynaud, Monteyne Kindermans (72' Durieux), Le Postollec, Houdret (72' Peeters) Azevedo, Casagolda, Bounou                  | 36' Le Postollec                                             |
| 8 januari 2017 14:30 Koning Boudewijnstadion Brussel    | 13' Aoulad 19' Rajsel 59' Aguemon 63' Da Silva | 1-0 2-0 3-0 4-0         |                                                 | Gillekens El Banouhi, De Medina, Reynaud, Monteyne Kindermans (72' Durieux), Le Postollec, Houdret (72' Peeters) Azevedo, Casagolda, Bounou                  | 36' Le Postollec                                             |
| 14 januari 2017 20:00 Eneco Stadion Leuven              | Oud-Heverlee Leuven                            | 1-3                     | AFC Tubize                                      | Gillekens El Banouhi, De Medina, Ngawa, Monteyne Tabekou, Kindermans, Le Postollec (56' Loemba), Storm (81' Azevedo) Kostovski, Casagolda (61' Lokando)      | 60' Kindermans                                               |
| 14 januari 2017 20:00 Eneco Stadion Leuven              | 23' Storm                                      | 1-0 1-1 1-2 1-3         | 47' Diallo (pen.) 53' Laurent 76' Diallo (pen.) | Gillekens El Banouhi, De Medina, Ngawa, Monteyne Tabekou, Kindermans, Le Postollec (56' Loemba), Storm (81' Azevedo) Kostovski, Casagolda (61' Lokando)      | 60' Kindermans                                               |
| 21 januari 2017 20:30 Bosuilstadion Antwerpen           | Antwerp FC                                     | 2-0                     | Oud-Heverlee Leuven                             | Henkinet El Banouhi, Ngawa, De Medina, Kocabaş, Monteyne Tabekou (76' Casagolda), Houdret, Storm (83' Njengo), Azevedo (61' Kindermans) Kostovski            | 18' Azevedo 79' Storm                                        |
| 21 januari 2017 20:30 Bosuilstadion Antwerpen           | 38' Dierckx 73' Dom                            | 1-0 2-0                 |                                                 | Henkinet El Banouhi, Ngawa, De Medina, Kocabaş, Monteyne Tabekou (76' Casagolda), Houdret, Storm (83' Njengo), Azevedo (61' Kindermans) Kostovski            | 18' Azevedo 79' Storm                                        |
| 27 januari 2017 20:30 Eneco Stadion Leuven              | Oud-Heverlee Leuven                            | 2-3                     | Lierse SK                                       | Henkinet D'Ulivo (46' Loemba), Ngawa (67' Reynaud), Kocabaş, Monteyne El Banouhi, Houdret, Kindermans Tabekou (46' Casagolda), Kostovski, Storm              | 51' El Banouhi 73' Loemba 81' Henkinet 88' Kostovski         |
| 27 januari 2017 20:30 Eneco Stadion Leuven              | 66' Loemba 90+4' Casagolda (pen.)              | 0-1 0-2 0-3 1-3 2-3     | 16' Buysens 33' De Belder 36' Masika            | Henkinet D'Ulivo (46' Loemba), Ngawa (67' Reynaud), Kocabaş, Monteyne El Banouhi, Houdret, Kindermans Tabekou (46' Casagolda), Kostovski, Storm              | 51' El Banouhi 73' Loemba 81' Henkinet 88' Kostovski         |
| 5 februari 2017 16:00 Schiervelde Roeselare             | KSV Roeselare                                  | 2-1                     | Oud-Heverlee Leuven                             | Henkinet El Banouhi, Ngawa, Reynaud, Kocabaş, Monteyne Kindermans (80' Houdret), Schoofs, Storm (67' Horemans) Casagolda, Kostovski (70' Tabekou)            |                                                              |
| 5 februari 2017 16:00 Schiervelde Roeselare             | 31' Stevance 83' Jakoliš                       | 1-0 1-1 2-1             | 36' Kostovski                                   | Henkinet El Banouhi, Ngawa, Reynaud, Kocabaş, Monteyne Kindermans (80' Houdret), Schoofs, Storm (67' Horemans) Casagolda, Kostovski (70' Tabekou)            |                                                              |
| 11 februari 2017 17:00 Eneco Stadion Leuven             | Oud-Heverlee Leuven                            | 2-1                     | Lommel United                                   | Henkinet El Banouhi, Ngawa, Reynaud, Kocabaş, Monteyne Kindermans (70' Houdret), Schoofs, Storm Casagolda (83' Tabekou), Kostovski (21' Loemba)              | 9' Kocabaş 51' Reynaud                                       |
| 11 februari 2017 17:00 Eneco Stadion Leuven             | 18' Storm 30' Lenaerts (own)                   | 0-1 1-1 2-1             | 10' Scheelen (pen.)                             | Henkinet El Banouhi, Ngawa, Reynaud, Kocabaş, Monteyne Kindermans (70' Houdret), Schoofs, Storm Casagolda (83' Tabekou), Kostovski (21' Loemba)              | 9' Kocabaş 51' Reynaud                                       |
| 18 februari 2017 17:00 Jan Breydelstadion Brugge        | Cercle Brugge                                  | 1-0                     | Oud-Heverlee Leuven                             | Henkinet Ngawa, Reynaud, Kocabaş, El Banouhi Schoofs (82' Njengo), Houdret, Kindermans (72' Peeters) Loemba (82' Sula), Casagolda, Storm                     | 50' Reynaud                                                  |
| 18 februari 2017 17:00 Jan Breydelstadion Brugge        | 73' Mboyo                                      | 1-0                     |                                                 | Henkinet Ngawa, Reynaud, Kocabaş, El Banouhi Schoofs (82' Njengo), Houdret, Kindermans (72' Peeters) Loemba (82' Sula), Casagolda, Storm                     | 50' Reynaud                                                  |
| 26 februari 2017 16:00 Eneco Stadion Leuven             | Oud-Heverlee Leuven                            | 2-0                     | Union Saint-Gilloise                            | Henkinet Ngawa, Horemans, Reynaud, Kocabaş, El Banouhi Loemba, Schoofs, Kindermans (90' Houdret), Storm (77' Tabekou) Casagolda (83' Kostovski)              | 41' Reynaud                                                  |
| 26 februari 2017 16:00 Eneco Stadion Leuven             | 18' Horemans 43' Casagolda                     | 1-0 2-0                 |                                                 | Henkinet Ngawa, Horemans, Reynaud, Kocabaş, El Banouhi Loemba, Schoofs, Kindermans (90' Houdret), Storm (77' Tabekou) Casagolda (83' Kostovski)              | 41' Reynaud                                                  |
| Play-offs om het behoud                                 |                                                |                         |                                                 | |                                                              |
| 24 maart 2017 20:30 Eneco Stadion Leuven                | Oud-Heverlee Leuven                            | 1-1                     | AFC Tubize                                      | Henkinet Horemans, Reynaud (73' Monteyne), Kocabaş, El Banouhi (57' Casagolda) Ngawa, Schoofs, Kindermans (82' Azevedo) Tabekou, Kostovski, Storm            | 41' El Banouhi 79' Tabekou                                   |
| 24 maart 2017 20:30 Eneco Stadion Leuven                | 79' Tabekou                                    | 0-1 1-1                 | 26' Lee                                         | Henkinet Horemans, Reynaud (73' Monteyne), Kocabaş, El Banouhi (57' Casagolda) Ngawa, Schoofs, Kindermans (82' Azevedo) Tabekou, Kostovski, Storm            | 41' El Banouhi 79' Tabekou                                   |
| 1 april 2017 17:00 Soevereinstadion Lommel              | Lommel United                                  | 2-1                     | Oud-Heverlee Leuven                             | Henkinet Horemans (76' Casagolda), Ngawa, Kocabaş, Monteyne Le Postollec, Schoofs, Kindermans (55' Azevedo) Tabekou, Kostovski, Storm (62' Loemba)           | 82' Schoofs 90+1' Ngawa                                      |
| 1 april 2017 17:00 Soevereinstadion Lommel              | 15' Corstjens 51' Bertjens                     | 0-1 1-1 2-1             | 5' Corstjens (own)                              | Henkinet Horemans (76' Casagolda), Ngawa, Kocabaş, Monteyne Le Postollec, Schoofs, Kindermans (55' Azevedo) Tabekou, Kostovski, Storm (62' Loemba)           | 82' Schoofs 90+1' Ngawa                                      |
| 7 april 2017 20:30 Eneco Stadion Leuven                 | Oud-Heverlee Leuven                            | 1-0                     | Cercle Brugge                                   | Henkinet Horemans, Reynaud, Kocabaş, Monteyne Ngawa, Schoofs, Loemba (82' El Banouhi) Tabekou, Kostovski (20' Casagolda), Storm (64' Le Postollec)           | 37' Reynaud 81' Loemba 90' Le Postollec                      |
| 7 april 2017 20:30 Eneco Stadion Leuven                 | 40' Casagolda                                  | 1-0                     |                                                 | Henkinet Horemans, Reynaud, Kocabaş, Monteyne Ngawa, Schoofs, Loemba (82' El Banouhi) Tabekou, Kostovski (20' Casagolda), Storm (64' Le Postollec)           | 37' Reynaud 81' Loemba 90' Le Postollec                      |
| 14 april 2017 20:30 Jan Breydelstadion Brugge           | Cercle Brugge                                  | 0-0                     | Oud-Heverlee Leuven                             | Henkinet Horemans, Reynaud, Kocabaş, Monteyne Ngawa, Le Postollec, Schoofs Tabekou, Loemba (89' El Banouhi), Storm (77' Azevedo)                             | 25' Monteyne 41' Reynaud 53' Le Postollec                    |
| 14 april 2017 20:30 Jan Breydelstadion Brugge           |                                                |                         |                                                 | Henkinet Horemans, Reynaud, Kocabaş, Monteyne Ngawa, Le Postollec, Schoofs Tabekou, Loemba (89' El Banouhi), Storm (77' Azevedo)                             | 25' Monteyne 41' Reynaud 53' Le Postollec                    |
| 22 april 2017 17:00 Stade Leburton Tubeke               | AFC Tubize                                     | 1-0                     | Oud-Heverlee Leuven                             | Henkinet El Banouhi, Reynaud, Kocabaş, Monteyne (83' Houdret) Ngawa, Schoofs, Loemba Tabekou, Casagolda (72' Azevedo), Storm (59' Kostovski)                 | 41' Ngawa 61' Loemba 80' El Banouhi 90' El Banouhi           |
| 22 april 2017 17:00 Stade Leburton Tubeke               | 34' Zenke                                      | 1-0                     |                                                 | Henkinet El Banouhi, Reynaud, Kocabaş, Monteyne (83' Houdret) Ngawa, Schoofs, Loemba Tabekou, Casagolda (72' Azevedo), Storm (59' Kostovski)                 | 41' Ngawa 61' Loemba 80' El Banouhi 90' El Banouhi           |
| 28 april 2017 20:30 Eneco Stadion Leuven                | Oud-Heverlee Leuven                            | 1-0                     | Lommel United                                   | Henkinet Horemans, Reynaud, Kocabaş, Monteyne Ngawa, Le Postollec, Schoofs (90+2' Houdret) Tabekou (90+3' Azevedo), Kostovski, Storm (72' El Banouhi)        | 45' Schoofs                                                  |
| 28 april 2017 20:30 Eneco Stadion Leuven                | 55' Cauwenberg (own)                           | 1-0                     |                                                 | Henkinet Horemans, Reynaud, Kocabaş, Monteyne Ngawa, Le Postollec, Schoofs (90+2' Houdret) Tabekou (90+3' Azevedo), Kostovski, Storm (72' El Banouhi)        | 45' Schoofs                                                  |

### Overzicht
| Speeldag  | 1 | 2 | 3 | 4 | 5 | 6 | 7 | 8 | 9  | 10 | 11 | 12 | 13 | 14 |  | 1 | 2 | 3 | 4 | 5 | 6 | 7 | 8 | 9 | 10 | 11 | 12 | 13 | 14 |  | 1  | 2  | 3  | 4  | 5  | 6  |
| --------- | - | - | - | - | - | - | - | - | -- | -- | -- | -- | -- | -- |  | - | - | - | - | - | - | - | - | - | -- | -- | -- | -- | -- |  | -- | -- | -- | -- | -- | -- |
| Resultaat | g | v | g | g | v | g | w | g | w  | g  | v  | w  | v  | v  |  | g | g | w | w | v | g | v | v | v | v  | v  | w  | v  | w  |  | g  | v  | w  | g  | v  | w  |
| Punten    | 1 | 1 | 2 | 3 | 3 | 4 | 7 | 8 | 11 | 12 | 12 | 15 | 15 | 15 |  | 1 | 2 | 5 | 8 | 8 | 9 | 9 | 9 | 9 | 9  | 9  | 12 | 12 | 15 |  | 16 | 16 | 19 | 20 | 20 | 23 |
| Positie   | 2 | 7 | 7 | 7 | 8 | 8 | 8 | 8 | 4  | 6  | 7  | 4  | 5  | 6  |  | 3 | 3 | 3 | 1 | 3 | 4 | 5 | 6 | 7 | 7  | 7  | 7  | 7  | 7  |  | 3  | 3  | 2  | 1  | 3  | 2  |

### Klassementen

#### Eerste periode
| Pos | Team              | Wed | W | G | V | Ptn | DV | DT | +/− |                 |
| --- | ----------------- | --- | - | - | - | --- | -- | -- | --- | --------------- |
| 1   | KSV Roeselare     | 14  | 9 | 3 | 2 | 30  | 24 | 15 | +9  | Periodekampioen |
| 2   | Lierse SK         | 14  | 8 | 4 | 2 | 28  | 26 | 14 | +12 |                 |
| 3   | Antwerp FC        | 14  | 5 | 5 | 4 | 20  | 19 | 15 | +4  |                 |
| 4   | Union Sint-Gillis | 14  | 5 | 3 | 6 | 18  | 22 | 22 | 0   |                 |
| 5   | AFC Tubeke        | 14  | 5 | 2 | 7 | 17  | 23 | 29 | −6  |                 |
| 6   | OH Leuven         | 14  | 3 | 6 | 5 | 15  | 18 | 21 | −3  |                 |
| 7   | Lommel United     | 14  | 3 | 4 | 7 | 13  | 20 | 27 | −7  |                 |
| 8   | Cercle Brugge     | 14  | 3 | 3 | 8 | 12  | 18 | 27 | −9  |                 |

#### Tweede periode
| Pos | Team              | Wed | W | G | V | Ptn | DV | DT | +/− |                 |
| --- | ----------------- | --- | - | - | - | --- | -- | -- | --- | --------------- |
| 1   | Antwerp FC        | 14  | 8 | 5 | 1 | 29  | 21 | 11 | +10 | Periodekampioen |
| 2   | Lierse SK         | 14  | 7 | 6 | 1 | 27  | 25 | 11 | +14 |                 |
| 3   | Cercle Brugge     | 14  | 6 | 3 | 5 | 21  | 14 | 13 | +1  |                 |
| 4   | KSV Roeselare     | 14  | 5 | 5 | 4 | 20  | 18 | 17 | +1  |                 |
| 5   | AFC Tubeke        | 14  | 5 | 2 | 7 | 17  | 19 | 24 | −5  |                 |
| 6   | Union Sint-Gillis | 14  | 4 | 5 | 5 | 17  | 11 | 12 | −1  |                 |
| 7   | OH Leuven         | 14  | 4 | 3 | 7 | 15  | 13 | 21 | −8  |                 |
| 8   | Lommel United     | 14  | 0 | 5 | 9 | 5   | 11 | 25 | −14 |                 |

#### Totaalklassement
| Pos | Team              | Wed | W  | G  | V  | Ptn | DV | DT | +/− |          |
| --- | ----------------- | --- | -- | -- | -- | --- | -- | -- | --- | -------- |
| 1   | Lierse SK         | 28  | 15 | 10 | 3  | 55  | 51 | 25 | +26 | PO II    |
| 2   | KSV Roeselare     | 28  | 14 | 8  | 6  | 50  | 42 | 32 | +10 | PO II    |
| 3   | Antwerp FC        | 28  | 13 | 10 | 5  | 49  | 40 | 26 | +14 | Kampioen |
| 4   | Union Sint-Gillis | 28  | 9  | 8  | 11 | 35  | 33 | 34 | −1  | PO II    |
| 5   | AFC Tubeke        | 28  | 10 | 4  | 14 | 34  | 42 | 53 | −11 | PO III   |
| 6   | Cercle Brugge     | 28  | 9  | 6  | 13 | 33  | 32 | 40 | −8  | PO III   |
| 7   | OH Leuven         | 28  | 7  | 9  | 12 | 30  | 33 | 42 | −9  | PO III   |
| 8   | Lommel United     | 28  | 3  | 9  | 16 | 18  | 31 | 52 | −21 | PO III   |

PO II: Play-off II, PO III: Play-off III

#### Play-off III
| Pos | Team          | Wed | W | G | V | Ptn | DV | DT | +/− |  |
| --- | ------------- | --- | - | - | - | --- | -- | -- | --- |  |
| 1   | AFC Tubeke    | 6   | 1 | 4 | 1 | 24  | 6  | 6  | 0   |  |
| 2   | OH Leuven     | 6   | 2 | 2 | 2 | 23  | 4  | 4  | 0   |  |
| 3   | Cercle Brugge | 6   | 1 | 3 | 2 | 23  | 4  | 9  | −5  |  |
| 4   | Lommel United | 6   | 3 | 1 | 2 | 19  | 9  | 4  | +5  |  |

: Degradeert na dit seizoen naar de eerste klasse amateurs

## Beker van België

### Wedstrijden
| Wedstrijddetails                                                | Thuisploeg            | Uitslag   | Uitploeg            | Opstelling | Kaarten                                |
| --------------------------------------------------------------- | --------------------- | --------- | ------------------- | --- | -------------------------------------- |
| 1/32 finale                                                     |                       |           |                     | |                                        |
| 28 augustus 2016 16:00 Stade Leburton Tubeke                    | US Rebecquoise (Am.3) | 1-1 (3-5) | Oud-Heverlee Leuven | Gillekens D'Ulivo, Ngawa, Houdret, Monteyne Kindermans, Simaeys (77' Kocabaş), Le Postollec Yagan (41' Bounou), Casagolda, Azevedo (68' Bracke) Strafschoppen: Casagolda, Bracke, Le Postollec, D'Ulivo, Kocabaş | 30' Houdret 43' Ngawa                  |
| 28 augustus 2016 16:00 Stade Leburton Tubeke                    | 31' Belic             | 0-1 1-1   | 15' Azevedo         | Gillekens D'Ulivo, Ngawa, Houdret, Monteyne Kindermans, Simaeys (77' Kocabaş), Le Postollec Yagan (41' Bounou), Casagolda, Azevedo (68' Bracke) Strafschoppen: Casagolda, Bracke, Le Postollec, D'Ulivo, Kocabaş | 30' Houdret 43' Ngawa                  |
| 1/16 finale                                                     |                       |           |                     | |                                        |
| 21 september 2016 19:30 Constant Vanden Stockstadion Anderlecht | RSC Anderlecht        | 1-0       | Oud-Heverlee Leuven | Gillekens El Banouhi, Ngawa, Kocabaş, Monteyne Kindermans (64' Azevedo), Bracke, Le Postollec, Yagan (57' Loemba) Casagolda (75' Tabekou), Kostovski                                                             | 40' El Banouhi 72' Kocabaş 79' Tabekou |
| 21 september 2016 19:30 Constant Vanden Stockstadion Anderlecht | 52' Harbaoui          | 1-0       |                     | Gillekens El Banouhi, Ngawa, Kocabaş, Monteyne Kindermans (64' Azevedo), Bracke, Le Postollec, Yagan (57' Loemba) Casagolda (75' Tabekou), Kostovski                                                             | 40' El Banouhi 72' Kocabaş 79' Tabekou |

## Statistieken
De speler met de meeste wedstrijden is in het groen aangeduid, de spelers met de meeste doelpunten in het geel.
| Nr. | Naam                 | Proximus League | Proximus League | Beker van België | Beker van België | Totaal | Totaal |
| Nr. | Naam                 | Wed             | Goals           | Wed              | Goals            | Wed    | Goals  |
| --- | -------------------- | --------------- | --------------- | ---------------- | ---------------- | ------ | ------ |
| 1.  | Nick Gillekens       | 22              | 0               | 2                | 0                | 24     | 0      |
| 2.  | Soufiane El Banouhi  | 29              | 0               | 1                | 0                | 30     | 0      |
| 3.  | Fazlı Kocabaş        | 27              | 1               | 2                | 0                | 29     | 1      |
| 4.  | Romain Reynaud       | 12              | 0               | 0                | 0                | 12     | 0      |
| 5.  | Pierre-Yves Ngawa    | 27              | 0               | 2                | 0                | 29     | 0      |
| 6.  | Kenneth Houdret      | 26              | 1               | 1                | 0                | 27     | 1      |
| 7.  | Jonathan Kindermans  | 21              | 2               | 2                | 0                | 23     | 2      |
| 8.  | Flavien Le Postollec | 25              | 0               | 2                | 0                | 27     | 0      |
| 9.  | Esteban Casagolda    | 28              | 8               | 2                | 0                | 30     | 8      |
| 10. | Serge Tabekou        | 32              | 4               | 1                | 0                | 33     | 4      |
| 11. | Ben Yagan            | 5               | 0               | 2                | 0                | 7      | 0      |
| 12. | Jeroen Simaeys       | 15              | 2               | 1                | 0                | 16     | 2      |
| 14. | Thomas Azevedo       | 27              | 3               | 2                | 1                | 29     | 4      |
| 15. | Pieter-Jan Monteyne  | 30              | 0               | 2                | 0                | 32     | 0      |
| 16. | Jordy Lokando        | 2               | 0               | 0                | 0                | 2      | 0      |
| 17. | Nathan Durieux       | 2               | 0               | 0                | 0                | 2      | 0      |
| 18. | Tuur Houben          | 0               | 0               | 0                | 0                | 0      | 0      |
| 18. | Robin Peeters        | 2               | 0               | 0                | 0                | 2      | 0      |
| 19. | Cédric D'Ulivo       | 4               | 0               | 1                | 0                | 5      | 0      |
| 20. | Din Sula             | 11              | 1               | 0                | 0                | 11     | 1      |
| 21. | Andreas Suederick    | 0               | 0               | 0                | 0                | 0      | 0      |
| 22. | Simon Bracke         | 3               | 0               | 2                | 0                | 5      | 0      |
| 23. | Jovan Kostovski      | 28              | 7               | 1                | 0                | 29     | 7      |
| 24. | Nathan de Medina     | 15              | 0               | 0                | 0                | 15     | 0      |
| 24. | Lucas Schoofs        | 10              | 0               | 0                | 0                | 10     | 0      |
| 25. | Nicolas Delporte     | 0               | 0               | 0                | 0                | 0      | 0      |
| 26. | Ram Strauss          | 0               | 0               | 0                | 0                | 0      | 0      |
| 26. | Laurent Henkinet     | 12              | 0               | 0                | 0                | 12     | 0      |
| 27. | Mehdi Bounou         | 1               | 0               | 1                | 0                | 2      | 0      |
| 28. | Siebe Horemans       | 7               | 1               | 0                | 0                | 7      | 1      |
| 29. | Leopold Njengo       | 2               | 0               | 0                | 0                | 2      | 0      |
| 30. | Yannick Loemba       | 26              | 3               | 1                | 0                | 27     | 3      |
| 31. | Nikola Storm         | 13              | 2               | 0                | 0                | 13     | 2      |

## Afbeeldingen

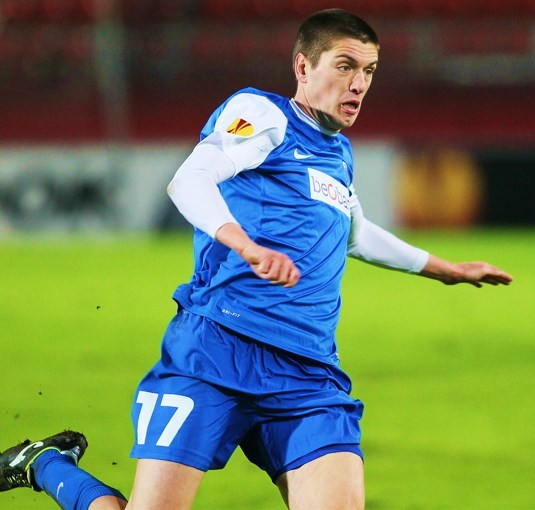
Jeroen Simaeys (verdediger)
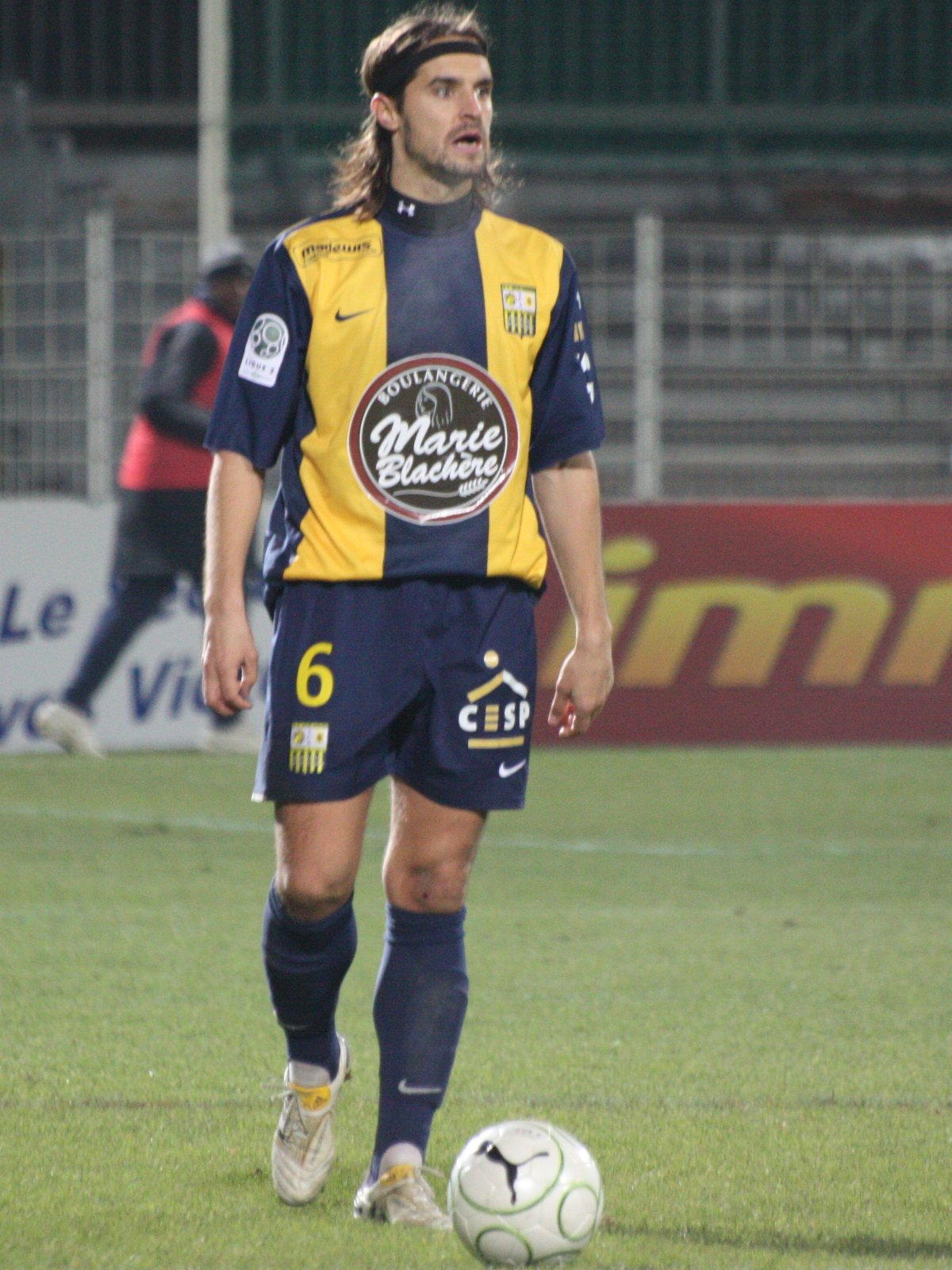
Romain Reynaud (verdediger)
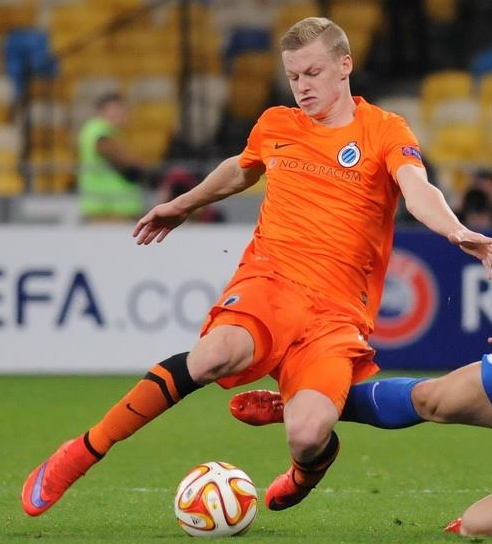
Nikola Storm (middenvelder)
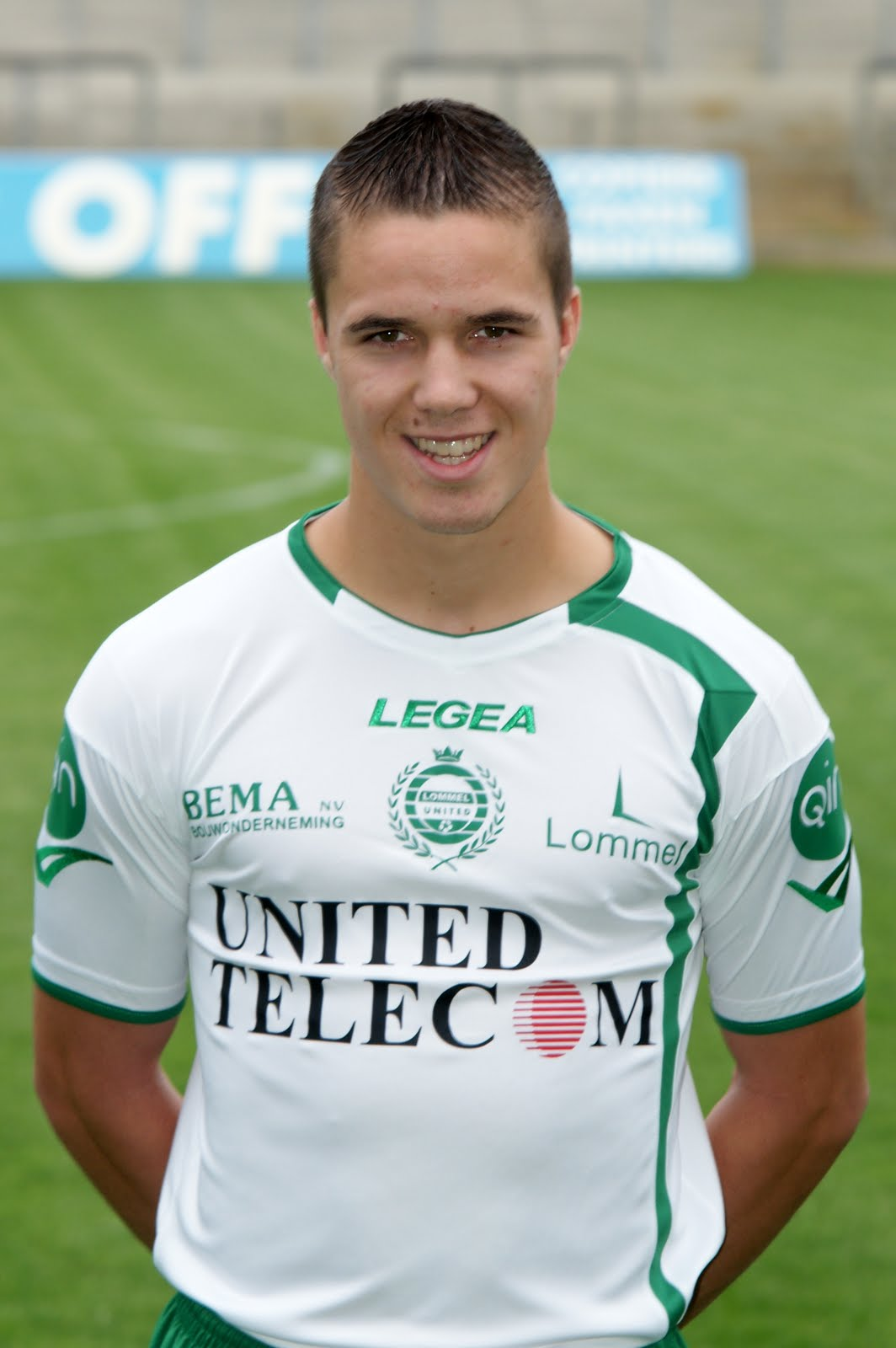
Thomas Azevedo (middenvelder)

2009/10 · 2010/11 · 2011/12 · 2012/13 · 2013/14 · 2014/15 · 2015/16 · 2016/17 · 2017/18 · 2018/19 · 2019/20 · 2020/21 · 2021/22 · 2022/23 · 2023/24 · 2024/25